# Nightmares Made Flesh
Nightmares Made Flesh es el tercer LP de la banda sueca Bloodbath, lanzado por Century Media Records el 27 de septiembre de 2004. El trabajo muestra un carácter igual de agresivo que los anteriores LP pero deslizando su sonido hacia un camino más técnico[cita requerida].
La alineación para este CD es el resultado de los constantes cambios en la banda, ya que el líder de Hypocrisy, Peter Tägtgren, se ocupará de las voces mientras que Dan Swanö deja la batería para ocupar el puesto de guitarrista y las segundas voces, y en su puesto estará "Axenrot" (Witchery, Nifelheim, Morgue y actualmente en Opeth).

## Créditos
- Peter Tägtgren - Voz
- Anders Nystrom - Guitarra, Bajo, coros
- Dan Swanö - Guitarra, Bajo, coros
- Jonas Renkse - Guitarra, Bajo, coros
- Martin Axenrot - Batería

## Canciones
1. "Cancer of the Soul" - 3:33
2. "Brave New Hell" - 4:02
3. "Soul Evisceration" - 3:38
4. "Outnumbering the Day" - 3:15
5. "Feeding the Undead" - 4:04
6. "Eaten" - 4:18
7. "Bastard Son of God" - 2:51
8. "Year of the Cadaver Race" - 4:33
9. "The Ascension" - 3:51
10. "Draped in Disease" - 3:59
11. "Stillborn Saviour" - 3:39
12. "Blood Vortex" - 3:30
13. "Breeding Death" (Demo version in the iTunes release) - 4:21
14. "Ominous Bloodvomit" (Demo version in the iTunes release) - 3:38